# John Charles
William John Charles, CBE (n. 27 decembrie 1931, Swansea⁠(d), Țara Galilor, Regatul Unit – d. 21 februarie 2004, Wakefield, Anglia, Regatul Unit), cunoscut ca John Charles, a fost un fotbalist galez. Considerat de mulți cel mai mare fotbalist galez din toate timpurile , putea să joace și atacant și fundaș. De atunci a fost inclus în Football League 100 Legends și în Football Hall of Fame.

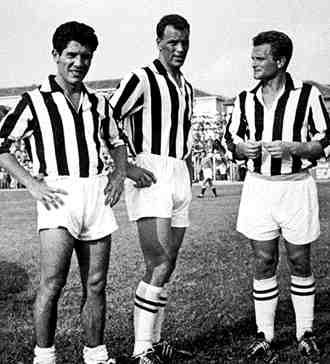
Charles cu Sivori și Boniperti la Juve.

Nu a fost niciodată atenționat sau eliminat de pe teren în toată cariera lui, datorită filozofiei sale de a nu răni sau lovi intenționat un jucător advers. Având 1,88 m, a fost poreclit Il Gigante Buono – Gigantul Blând.

## Palmares
- Serie A: Campioni (1958, 1960, 1961)
- Coppa Italia: Câștigători (1959, 1960)
- Welsh Cup: Câștigători (1964, 1965)
- Fotbalistul italian al anului: 1958
- John Charles Centre for Sport din Leeds este numit după Charles.